# La Prensa de Sabinas
La Prensa fue un diario de la ciudad de Sabinas Hidalgo, México.
| La Prensa de Salinas    |                                          |
| Nombre:                 | La Prensa de Sabinas, 2a. época          |
| Lema:                   | Un periódico al servicio de la comunidad |
| Fecha inicio 2a. época: | mayo de 1998                             |
| Compañía Editorial:     | Editorial Sabinas S.A. de C.V.           |
| Presidente:             | Sr. Rodolfo Garza Ancira (†)             |
| Director:               | José Antonio Santos Durán (†)            |
| Jefe de Redacción:      | Samuel Flores Amaro                      |
| Número de páginas:      | 12                                       |
| Precio del ejemplar:    | $8.00 pesos                              |
| Ciudad:                 | Sabinas Hidalgo, N.L.                    |

## Historia

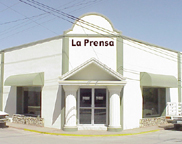
Oficinas de La Prensa.

La Prensa de Sabinas, era presidida por el Sr. Rodolfo Garza Ancira, quien en el año de 1998, nombró al Profr. José Antonio Santos Durán como Director de este diario sabinense. Sus oficinas se ubicaron en la calle Iturbide esquina con Galeana en el centro de la ciudad.
Desde sus inicios, José Antonio Santos estuvo al frente.

## Secciones

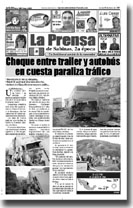
Portada del ejemplar.

Contaba con varias secciones fijas tales como Deportes, Espectáculos, Horóscopos, Sociales, etc.
Las notas de los deportes relataban exclusivamente las actividades deportivas locales y regionales en distintas disciplinas como lo son el fútbol, béisbol, softbol, atletismo, alpinismo, etc. El reportero a cargo era Mario Alberto Hernández Contreras.
Los hechos más relevantes de los espectáculos, así como chismes de la farándula.
Sección que se publicaba en el rotativo todos los días a excepción de los sábados.
Las bodas, bautizos, quinceañeras, primeras comuniones y demás eventos eran publicados en la página 12.
Los editoriales eran parte fundamental en este diario contando con las columnas:
- Cosas Nuestras por Jorge Villegas
- A Rajatabla por Justo Leñador
- La Grilla por La Turbina

Llegó a contar con personal administrativo, de diseño, repatidores y voceadores.
- Datos: Q5964923